# Верхний Баскунчак (локомотивное депо)
Верхний Баскунчак — ныне подменный пункт эксплуатационного локомотивного депо Астрахань-II. Занимается ремонтом и эксплуатацией тягового подвижного состава.
Ранее основное паровозное, затем локомотивное депо. Депо имело свой подменный пункт (бывшее депо Палласовка), депо было базовым на приволжской железной дороге и здесь проводился подъёмочный ремонт (ТР-3) тепловозов серии ЧМЭ3.

## История депо
Депо было создано при постройке линии Красный Кут — Астрахань Рязано-Уральской железной дороги в 1909 году.
Паровозное депо имело поворотный круг и здание веерного типа на 10 стойл. Во время Сталинградской битвы депо и станцию неоднократно бомбили, почти полностью уничтожив депо.
Одно из первых на сети железных дорог депо получило тепловозы (с 1948 года).

## Тяговые плечи
- Верхний Баскунчак — Урбах — Анисовка
- Верхний Баскунчак — Волжский
- Верхний Баскунчак — Урбах — Ершов

Депо также обслуживает ветвь на Нижний Баскунчак, к соляному промыслу ОАО «Бассоль» на озере Баскунчак.

## Подвижной состав
В разные годы в депо эксплуатировались тепловозы ТЭ1, ТЭ2, ТЭ3, 2ТЭ10Л, 2ТЭ10В, 2ТЭ10М, 2ТЭ10У, ЧМЭ2, ЧМЭ3. Здесь же испытывался тепловоз ТЭ4.
На 2009 год в приписном парке депо Верхний Баскунчак имелись тепловозы ЧМЭ3, 2ТЭ10М.
В связи с реорганизацией компании ОАО «РЖД» депо ТЧ-2 числится как ремонтное. При этом весь приписной парк локомотивов сначала был передан в локомотивное депо Астрахань, а после того, как уже депо Астрахань перестало быть самостоятельным, весь его подвижной состав был распределён между депо Волгоград, Саратов, Максим Горький и Ершов.